# Фелисиано, Хосе
Хосе́ Монтсерра́т Фелисиа́но Гарси́я (исп. José Montserrate Feliciano García; род. 10 сентября 1945, Ларес, Пуэрто-Рико) — пуэрториканский музыкант, гитарист-виртуоз, композитор и певец.

## Жизнь и творчество
Хосе Фелисиано в результате наследственного заболевания родился слепым; был одним из 11 детей в семье. Когда мальчику исполнилось пять лет, он со своими родителями и братьями переезжает в Гарлем (Нью-Йорк). В девятилетнем возрасте Хосе играет в Teatro Puerto Rico. Выучившись игре на различных музыкальных инструментах, в том числе на аккордеоне, он всем им предпочитает гитару. Чтобы достичь большего мастерства, он запирается в своей комнате и до 14 часов в день слушает и импровизирует под рок-музыку 1950-х годов. В 17 лет юноша бросает школу и начинает выступать по нью-йоркским клубам, чтобы заработать денег для семьи. В том же 1962 году он заключает свой первый договор на гастроли в Детройте.
В 1966 году Хосе уезжает в Аргентину, где выступает на фестивале в городе Мар-дель-Плата. Здесь с ним знакомится представитель крупной фирмы звукозаписи RCA, записывающий с Хосе Фелисиано альбом на испанском языке по мотивам музыки болеро, в который вошли два завоевавших популярность хита Poquita Fe (Меньше доверия) и Usté (Она). После записи ещё двух успешных альбомов Хосе Фелисиано становится весьма популярным певцом и исполнитетем в Латинской Америке. Чтобы добиться такой же известности в США, певец приезжает в Лос-Анджелес. Здесь он в 1970 году сочиняет песню Feliz Navidad (Счастливого Рождества), ставшую со временем рождественской классикой. Примерно в это же время, поздним летом 1968, Фелисиано создаёт свою собственную, латино-версию песни рок-группы The Doors — Light My Fire. С обеими этими произведениями музыкант быстро добивается огромной популярности, его диски продаются миллионными тиражами. Только Light My Fire в США было продано более 1 миллиона экземпляров. Она также становится первой по популярности песней в Канаде, Бразилии и Великобритании, завоёвывает золотой диск и т. д.
В 1968 году, во время войны во Вьетнаме, Фелисиано официально выступает с исполнением национального гимна США The Star-Spangled Banner. Пел он присущим исключительно ему оригинальным образом, в стиле латино-джаз. Столь необычное исполнение в напряжённой обстановке войны и раскола внутри Америки вызвало весьма неоднозначную реакцию. Патриоты восприняли пение Фелисиано как личное оскорбление и требовали его высылки из США. Участники же антивоенного движения называли певца героем. Эта запись была издана как сингл и в версии журнала Billboard вошла тогда в первые 40 чартов. В 1969 году он становится лауреатом сразу двух номинаций премии Грэмми — за лучшую поп-песню года (Best Pop Song Of The Year) и как лучший исполнитель года (Best New Artist Of The Year).
В 1967 году Хосе Фелисиано выступает в Великобритании, в том числе на одной из пиратских радиостанций; в 1971 году — в Италии на фестивале в Сан-Ремо, где с песней на итальянском языке «Che sarà» занимает второе место и добивается овации. В начале 1974 года он играет в Праге (Чехословакия) вместе с Карелом Готтом.
Хосе Фелисиано является одним из немногих певцов, в равной степени успешным как в латиноамериканской музыке, так и в англо-американском рок-н-ролле. В 1987 году в его честь была «открыта» звезда на Голливудской аллее славы. В 1995 году его именем была названа одна из школ Нью-Йорка (José Feliciano Performing Arts School).

## Дискография

### На английском языке
- 1964 The Voice and Guitar of Jose Feliciano
- 1965 Fantastic Feliciano
- 1966 A Bag Full of Soul
- 1968 Feliciano!
- 1968 Souled
- 1969 Feliciano — 10 to 23
- 1969 Alive Alive-O!
- 1970 Fireworks
- 1970 Christmas Album
- 1971 Encore!
- 1971 Che sarà
- 1971 That the Spirit Needs
- 1972 Sings
- 1972 Memphis Menu
- 1973 Compartments
- 1973 Peter Stuyvesant presents José Feliciano in concert with the London Symphony Orchestra
- 1974 For My Love, Mother Music
- 1974 And The Feeling’s Good
- 1975 Just Wanna Rock and Roll
- 1976 Angela
- 1977 Sweet Soul Music
- 1981 Jose Feliciano
- 1983 Romance In The Night
- 1988 VSOP, Jose Feliciano & Wiener Simphoniker
- 1989 I’m Never Gonna Change
- 1990 Steppin' Out
- 1996 Present Tense
- 1996 On Second Thought
- 2000 The Season Of your Heart
- 2006 Six String Lady (the instrumental album)
- 2007 The Soundtrax Of My Life
- 2009 Djangoisms (the instrumental album to Django Reinhardt)
- 2009 American Classics

### На испанском языке
- 1966 El Sentimiento La Voz y la Guitarra
- 1966 La Copa Rota
- 1967 Sombra
- 1967 ¡El Fantástico!
- 1967 Mas Éxitos de José
- 1968 Felicidades Con Lo Mejor de José Feliciano
- 1968 Sin Luz
- 1971 En Mi Soledad — No Llores
- 1971 José Feliciano Dos Cruces
- 1971 José Feliciano January 71
- 1971 José Feliciano Canta Otra
- 1982 Escenas de Amor
- 1983 Me Enamoré
- 1984 Como Tú Quieres
- 1985 Ya Soy Tuyo
- 1986 Te Amaré
- 1987 Tu Inmenso Amor
- 1990 Niña
- 1992 Latin Street '92
- 1996 Americano
- 1998 Señor Bolero
- 2001 Señor Bolero 2
- 2003 Guitarra Mía Tribute
- 2005 A México, Con Amor